# اتصال جماهيري

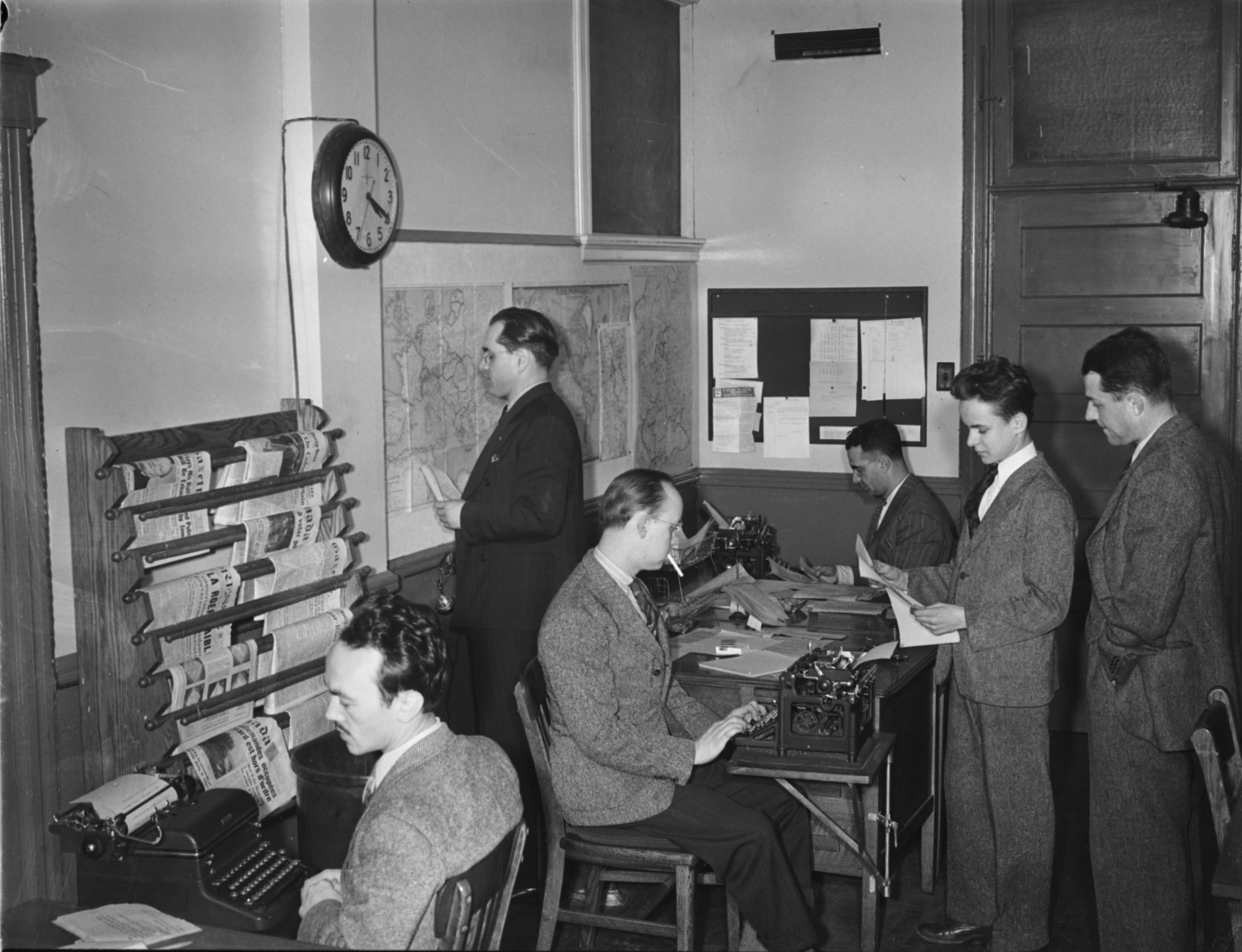
صحفيون في غرفة أخبار محطة CBC الإذاعية في مونتريال بكندا

يشير مصطلح الاتصال الجماهيري  إلى دراسة سبل قيام الأفراد والكيانات بنقل المعلومات من خلال وسائل الإعلام إلى قطاعات كبيرة من الأشخاص في نفس الوقت. وعادةً ما يُفهم هذا المصطلح على أنه يرتبط بنشر الصحف، والمجلات، والكتب فضلًا عن الإذاعة، والتلفاز والأفلام، حيث تستخدم تلك الوسائط في نشر المعلومات، والأخبار والإعلانات. ويختلف الاتصال الجماهيري عن دراسات أشكال الاتصال الأخرى، كالاتصال المتبادل بين الأشخاص أو الاتصال الجماهيري التنظيمي، من حيث تركيزه على مصدر واحد لنقل المعلومات إلى مجموعة عريضة من المستقبلين. وتعني دراسة الاتصال الجماهيري في المقام الأول بكيف يمكن لمحتويات وسائل الاتصال الجماهيري أن تقنع أو بالأحرى تؤثر على سلوك الشخص أو الأشخاص المتلقين للمعلومات أو اتجاهاتهم، أو آرائهم أو مشاعرهم.

## مجال الدراسة
إن الاتصال الجماهيري هي "العملية التي من خلالها يقوم شخص أو مجموعة من الأشخاص أو مؤسسة كبيرة بإنشاء رسالة ونقلها باستخدام نوع ما من الوسائط إلى مجموعة عريضة غير معروفة وغير متجانسة من الجماهير. وترتبط وسائل الاتصال الجماهيري بصورة منتظمة بـ تأثير الإعلام أو تأثيرات الإعلام، والدراسات الإعلامية. وتعد وسائل الاتصال الجماهيري أحد فروع العلوم الاجتماعية التي تنضوي تحت مظلة أكبر من دراسات الاتصال أو الاتصال.
ينتقل تاريخ الاتصال من أشكال الفن والكتابة التي ظهرت في فترة ما قبل التاريخ عبر استخدام وسائل الاتصال الحديثة مثل الإنترنت. وتعتبر وسائل الاتصال الجماهيري ملائمة عندما يصبح الأشخاص قادرين على نقل الرسائل من مصدر واحد إلى العديد من المستقبلين. لقد انتقلت وسائل الاتصال الجماهيري من نظريات مثل نموذج الإبرة تحت الجلد (أو نظرية الرصاصة الساحرة) إلى أكثر النظريات حداثة مثل الاتصالات عبر الحاسوب.
في الولايات المتحدة، كثيرًا ما ترتبط دراسة وسائل الاتصال الجماهيري بالاستخدامات العملية لـ الصحافة أو التلفاز والإذاعة أو الأفلام أو العلاقات العامة أو الإعلان. في ظل هذا التنوع الذي تشهده خيارات الوسائط الإعلامية، توسعت دراسة الاتصال لتشمل وسائط التواصل الاجتماعي والإعلام الجديد، والتي تتميز بنماذج استجابة أقوى عن المصادر الإعلامية التقليدية. وفي حين يتميز مجال الاتصال الجماهيري بالتطور المستمر، فتمثل المجالات الأربعة التالية بشكل عام المجالات الرئيسية للدراسة داخل وسائل الاتصال الجماهيري. فترد تلك المجالات في أشكال وتكوينات مختلفة طبقًا لمدارس وجامعات مختلفة، ولكن يتم ممارستها (بشكل ما) في معظم المؤسسات التي تختص بدراسة وسائل الاتصال الجماهيري.

### الإعلان
يشير الإعلان، فيما يتعلق بوسائل الاتصال الجماهيري، إلى عملية تسويق منتج أو خدمة ما بطريقة مقنعة تشجع الجمهور على شراء هذا المنتج أو استخدام تلك الخدمة. ونظرًا لأن الإعلان يتم من خلال بعض أشكال من وسائل إعلام، مثل تلفاز، نجد أن دراسة الآثار والأساليب المستخدمة في الإعلان ذات صلة بدارسة وسائل الاتصال الجماهيري.

### الإذاعة
الإذاعة هي عملية نقل للمحتويات المسموعة و/أو المرئية من خلال وسيط اتصال، مثل المذياع أو التلفاز أو الأفلام. وفي مجال دراسة وسائل الاتصال الجماهيري، يمكن أن يشير مصطلح الإذاعة إلى الدراسة العملية لكيفية إنتاج محتويات الاتصال، على سبيل المثال وسائل إنتاج البرامج التليفزيونية والإذاعية.

### الصحافة
في إطار هذا المعنى، يشير مصطلح الصحافة، إلى دراسة محتويات الأخبار وعملية إنتاجها. وبهذا، تتضمن دراسة الصحافة معرفة كيف يتم إنتاج الأخبار، وكيف يتم نشرها للجمهور من خلال استخدام وسائل الإعلام مثل الصحف والقنوات الإخبارية والمحطات الإذاعية والمحطات التليفزيونية، وظهر حديثًا، أجهزة القارئات الإلكترونية والهواتف الذكية.

### العلاقات العامة
العلاقات العامة هي عملية توفير المعلومات للجمهور من أجل طرح وجهة نظر معينة حول منتج ما أو منظمة معينة. ويختلف مصطلح العلاقات العامة عن مصطلح الإعلان من حيث إنه أقل استحواذًا، كما أنه يهدف إلى توفير رأي أكثر شمولية لقطاع عريض من الجمهور بهدف تكوين رأي عام.

## النظريات الرئيسية
لقد قام الباحثون المتخصصون في مجال الاتصال بتحديد العديد من النظريات الرئيسية المرتبطة بدراسة وسائل الاتصال الجماهيري. وتتناول نظرية الاتصال دراسة العمليات والآليات التي تسمح بإمكانية حدوث عملية الاتصال.
- تناقش نظرية الغرس الثقافي، التي وضعها جورج جربنر ومارشال ماكلوهان، الآثار طويلة المدى الناتجة عن مشاهدة التلفاز، وتفترض أنه كلما استهلك الفرد وقته في مشاهدة التلفاز، أصبح عرضة للإيمان أن العالم الحقيقي مشابه تمامًا لما يشاهده في التلفاز.[2] وبهذا ترتبط نظرية الغرس الثقافي ارتباطًا وثيقًا بمتلازمة العالم الوضيع.
- ترتكز نظرية ترتيب الأولويات حول فكرة أن وسائل الإعلام تحرص على إخبار الجمهور «ليس ما يتعين عليهم التفكير فيه، ولكن ما الذي يفكرون فيه.» وتفترض نظرية ترتيب الأولويات أن الإعلام يمتلك القدرة على التأثير على الخطاب العام، وإطلاع عامة الناس على القضايا الهامة التي يواجهها المجتمع.[3]
- تفترض نظرية دوامة الصمت، التي وضعها إليزابيث نويل نيومان، أن الأشخاص يصبحون أكثر إقدامًا على الكشف عن آرائهم علنًا في حالة ما إذا اعتقدوا أن رأيهم يمثل رأي الغالبية، وذلك خشية أن يتسبب الكشف عن رأيهم الذي لا يحظى بشعبية في أن يصبحوا منبوذين اجتماعيًا. وتعتبر هذه النظرية ذات صلة بوسائل الاتصال الجماهيري حيث إنها تفترض أن وسائل الإعلام تتميز بالقدرة على تشكيل آراء الناس، كما أنها تعتمد الرأي الذي يُعتقد أنه يمثل رأي الغالبية.[4]
- تفترض نظرية بيئة الإعلام حقيقة أن الأفراد يتم تشكيل آرائهم من خلال آلية تعاملهم مع وسائل الإعلام، [5] كما يؤثر كل من الاتصال والإعلام تأثيرًا عميقًا حول كيفية نظر الأفراد إلى بيئتهم وكيفية تفاعلهم معها.[6]

## أساليب الدراسة
يعكف الباحثون المتخصصون في مجال الاتصال على دراسة الاتصال مستخدمين العديد من الأساليب التي تم التحقق منها من خلال عمليات متكررة وتراكمية. ويتم استخدام كل من الأساليب الكمية والنوعية عند دراسة وسائل الاتصال الجماهيري. ويتمثل التركيز الأساسي للأبحاث المتعلقة بوسائل الاتصال الجماهيري في تعلم كيف لمحتويات وسائل الاتصال الجماهيري أن تؤثر على مواقف الأشخاص الذين يتلقون الرسائل وآراءهم ومشاعرهم وفي نهاية المطاف سلوكياتهم. ويوجد العديد من أساليب الدراسة البارزة وهي كالتالي:
- لا يمكن دراسة العلاقات بين السبب والتأثير في مجال الاتصال سوى من خلال إجراء تجربة. ويتضمن الأسلوب الكمي هذا تعريض المشاركين بشكل منتظم إلى محتويات إعلامية متعددة وتسجيل ردود أفعالهم بعدها. وحتى يتمكن الباحثون المتخصصون في وسائل الاتصال الجماهيري من عرض المسببات، فعليهم أن يعزلوا المتغيرات التي يدرسونها، وإثبات وجود هذا المتغير قبل إدراك التأثير الملحوظ وأنه المتغير الوحيد الذي يمكن أن يتسبب في هذا التأثير الملحوظ.[7]
- تتضمن عملية المسح، وهي أسلوب كمي آخر، الطلب من الأفراد الإجابة على مجموعة من الأسئلة حتى يتم تعميم ردودهم تلك على قطاع أكبر من السكان.[7]
- يشير مصطلح تحليل المحتوى (يعرف في بعض الأحيان باسم التحليل النصي) إلى عملية تحديد الخصائص الفئوية لوسيلة من وسائل الاتصال، كـ مقالة منشورة في صحيفة أو كتاب أو برنامج تليفزيوني أو فيلم أو إذاعة نص إخباري. فتتيح هذه العملية للباحثين معرفة كيف تبدو محتويات الاتصال.[7]
- يتيح الأسلوب الكيفي، الذي يُعرف كذلك باسم وصف الأعراق البشرية، للباحثين أن يتشبعوا بثقافة ما لملاحظة مزايا الاتصال الموجودة بهذه الثقافة وتسجيلها.[7]

## المنظمات المهنية
تعد الرابطة المعنية بالتعليم في مجال الصحافة والاتصال الجماهيري أكبر منظمة قائمة على العضوية للأكاديميين في هذا المجال؛ حيث تقوم بعقد المؤتمرات الإقليمية والوطنية وطرح المنشورات العملية المحكّمة. كذلك تعد الرابطة الدولية للاتصالات  والرابطة الوطنية للاتصالات (كانت تُعرف سابقًا باسم جمعية الاتصالات بالكلام) من المنظمات المهنية البارزة. وكانت كل منظمة تختص بنشر مجلة أكاديمية علمية محكّمة مختلفة عن مثيلاتها والتي تعبر عن البحث الذي يتم إجراؤه في مجال الاتصال الجماهيري.

## مقالات ذات صلة
- تاريخ دراسات الاتصال